# Roberto Francisco Chiari Remón
Roberto Francisco Chiari Remón (Ciutat de Panamà, 2 de març de 1905 - 1 de març de 1981) va ser un polític panameny, President de Panamà durant dos períodes: al novembre de 1949 i des de l'1 d'octubre de 1960 fins a l'1 d'octubre de 1964. Va ser fill del també president de Panamà Rodolfo Chiari.
Va estudiar en el Col·legi La Salle i va obtenir el títol de batxiller i perit mercantil. Va treballar en la producció de sucre, però va anar l'únic dels seus germans que es va interessar en la política. En 1940 va ser elegit diputat de l'Assemblea Nacional i durant el govern de Ricardo Adolfo de la Guardia va ser Ministre de Salubritat i Obres Públiques. El 20 de novembre de 1949, va assumir el càrrec de president després de la renúncia de Daniel Chanis Pinzón, no obstant això va ocupar el càrrec per quatre dies. Va ser candidat a la presidència de la república el 1952 contra el seu cosí el Coronel José Antonio Remón Cantera, però va perdre. En aquest moment va ser president de la Cambra de comerç i president del Partit Liberal per vuit anys.
Va participar novament en les eleccions presidencials de 1960 contra Ricardo Arias i Víctor Goytía, i va poder vèncer en elles. El 1º d'octubre de 1960 va assumir la Presidència Constitucional de la República per a un període de quatre anys. La seva administració va estar enfocat en l'educació i la salut. No obstant el fet més destacable al seu govern és haver trencat les relacions entre Panamà i els Estats Units, després dels successos del Dia dels Màrtirs del 9 de gener de 1964, on estudiants panamenys van entrar a la Zona del Canal per hissar una bandera panamenya en el Col·legi de Balboa, però van ser reprimits pels nord-americans, que havien vexat la bandera i causat 22 panamenys morts i altres ferits.
En acabar el seu càrrec com a president es va retirar de la vida pública i va treballar en les seves companyies privades. Va ser president del Sindicat d'Indústries des de 1967 fins a 1969.